# Artinskij rajon
L'Artinskij gorodskoj okrug (in russo Артинский городской округ?) è un distretto urbano dell'oblast' di Sverdlovsk, in Russia. Dal punto di vista della struttura amministrativo-territoriale della regione, il distretto urbano si trova entro i confini dell'Artinskij rajon (Артинский район).
Il centro amministrativo è l'insediamento di tipo urbano di Arti. Il principale fiume che attraversa il distretto è l'Ufa.